# Kabinet-Truman
Het kabinet–Truman was de uitvoerende macht van de Verenigde Staten van Amerika van 12 april 1945 tot 20 januari 1953. Vicepresident Harry S. Truman werd de 33e president van de Verenigde Staten na het overlijden van president Franklin Delano Roosevelt aan de gevolgen van een beroerte waarna hij de termijn van Roosevelt afmaakte. Truman werd gekozen voor eigen termijn het winnen van de presidentsverkiezingen van 1948 over de kandidaat van de Republikeinse Partij zittend gouverneur van New York Thomas Dewey. In 1952 maakte Truman bekend zich niet verkiesbaar te stellen voor een nieuwe termijn.
| Nr.                  | Functie | Functie                                            | Ambtsbekleder            | Ambtsbekleder                                   | Ambtstermijn      | Ambtstermijn      | Partij |
| -------------------- | ------- | -------------------------------------------------- | ------------------------ | ----------------------------------------------- | ----------------- | ----------------- | ------ |
| 33                   |         | President van de Verenigde Staten                  | Harry S. Truman          | Harry S. Truman (1884–1972)                     | 12 april 1945     | 20 januari 1953   | D      |
|                      |         | Vicepresident van de Verenigde Staten              | Vacant                   | Vacant                                          | Vacant            | Vacant            | Vacant |
| 35                   |         | Vicepresident van de Verenigde Staten              | Alben Barkley            | Alben Barkley (1877–1956)                       | 20 januari 1949   | 20 januari 1953   | D      |
| Kabinet              |         |                                                    |                          |                                                 |                   |                   |        |
| Nr.                  | Functie | Functie                                            | Ambtsbekleder            | Ambtsbekleder                                   | Ambtstermijn      | Ambtstermijn      | Partij |
| 48                   |         | Minister van Buitenlandse Zaken                    | Edward Stettinius        | Edward Stettinius (1900–1949)                   | 1 december 1944   | 28 juni 1945      | D      |
| [ 3 ]                |         | Minister van Buitenlandse Zaken                    | Joseph Grew              | Joseph Grew (1880–1965)                         | 28 juni 1945      | 3 juli 1945       | O      |
| 49                   |         | Minister van Buitenlandse Zaken                    | James Byrnes             | James Byrnes (1882–1972)                        | 3 juli 1945       | 20 januari 1947   | D      |
| 50                   |         | Minister van Buitenlandse Zaken                    | George Marshall          | General of the Army George Marshall (1880–1959) | 20 januari 1947   | 20 januari 1949   | O      |
| 51                   |         | Minister van Buitenlandse Zaken                    | Dean Acheson             | Dean Acheson (1893–1971)                        | 20 januari 1949   | 20 januari 1953   | D      |
| 52                   |         | Minister van Financiën                             | Henry Morgenthau jr.     | Henry Morgenthau jr. (1891–1967)                | 1 januari 1934    | 22 juli 1945      | D      |
| 53                   |         | Minister van Financiën                             | Fred Vinson              | Fred Vinson (1890–1953)                         | 22 juli 1945      | 22 juni 1946      | D      |
| 54                   |         | Minister van Financiën                             | John Snyder              | John Snyder (1895–1985)                         | 22 juni 1946      | 20 januari 1953   | D      |
| 54                   |         | Minister van Oorlog                                | Henry Stimson            | Henry Stimson (1867–1950)                       | 10 juli 1940      | 21 september 1945 | R      |
| Vacant               |         | Minister van Oorlog                                |                          |                                                 |                   |                   |        |
| 55                   |         | Minister van Oorlog                                | Robert Patterson         | Robert Patterson (1891–1952)                    | 25 september 1945 | 18 juli 1947      | R      |
| 56                   |         | Minister van Oorlog                                | Kenneth Royall           | Kenneth Royall (1894–1971)                      | 18 juli 1947      | 17 september 1947 | D      |
| 48                   |         | Minister van de Marine                             | James Forrestal          | James Forrestal (1892–1949)                     | 19 mei 1944       | 17 september 1947 | D      |
| 1                    |         | Minister van Defensie                              | James Forrestal          | James Forrestal (1892–1949)                     | 17 september 1947 | 28 maart 1949     | D      |
| 2                    |         | Minister van Defensie                              | Louis Johnson            | Louis Johnson (1891–1966)                       | 28 maart 1949     | 19 september 1950 | D      |
| 3                    |         | Minister van Defensie                              | George Marshall          | General of the Army George Marshall (1880–1959) | 19 september 1950 | 17 september 1951 | O      |
| 4                    |         | Minister van Defensie                              | Robert Lovett            | Robert Lovett (1895–1986)                       | 17 september 1950 | 20 januari 1953   | R      |
| 58                   |         | Minister van Justitie                              | Francis Biddle           | Francis Biddle (1886–1968)                      | 25 augustus 1941  | 27 juni 1945      | D      |
| 59                   |         | Minister van Justitie                              | Tom Clark                | Tom Clark (1899–1977)                           | 27 juni 1945      | 27 juli 1949      | D      |
| 60                   |         | Minister van Justitie                              | Howard McGrath           | Howard McGrath (1903–1966)                      | 27 juli 1949      | 4 april 1952      | D      |
| 61                   |         | Minister van Justitie                              | James McGranery          | James McGranery (1895–1962)                     | 4 april 1952      | 20 januari 1953   | D      |
| 32                   |         | Minister van Binnenlandse Zaken                    | Harold Ickes             | Harold Ickes (1874–1952)                        | 4 maart 1933      | 15 februari 1946  | D      |
| [ 3 ]                |         | Minister van Binnenlandse Zaken                    | Oscar Chapman            | Oscar Chapman (1896–1978)                       | 15 februari 1946  | 18 maart 1946     | D      |
| 33                   |         | Minister van Binnenlandse Zaken                    | Julius Krug              | Julius Krug (1907–1970)                         | 18 maart 1946     | 1 december 1949   | D      |
| 34                   |         | Minister van Binnenlandse Zaken                    | Oscar Chapman            | Oscar Chapman (1896–1978)                       | 1 december 1949   | 20 januari 1953   | D      |
| 12                   |         | Minister van Landbouw                              | Claude Wickard           | Claude Wickard (1893–1967)                      | 4 september 1940  | 30 juni 1945      | D      |
| 13                   |         | Minister van Landbouw                              | Clinton Anderson         | Clinton Anderson (1895–1975)                    | 30 juni 1945      | 10 mei 1948       | D      |
| Vacant               |         | Minister van Landbouw                              |                          |                                                 |                   |                   |        |
| 14                   |         | Minister van Landbouw                              | Charles Brannan          | Charles Brannan (1903–1992)                     | 1 juni 1948       | 20 januari 1953   | D      |
| 10                   |         | Minister van Economische Zaken                     | Henry Wallace            | Henry Wallace (1888–1965)                       | 1 maart 1945      | 20 september 1946 | D      |
| [ 3 ]                |         | Minister van Economische Zaken                     |                          | Alfred Schindler (1895–1984)                    | 20 september 1946 | 7 oktober 1946    | D      |
| 11                   |         | Minister van Economische Zaken                     | William Averell Harriman | William Averell Harriman (1891–1986)            | 7 oktober 1946    | 22 april 1948     | D      |
| Vacant               |         | Minister van Economische Zaken                     |                          |                                                 |                   |                   |        |
| 12                   |         | Minister van Economische Zaken                     | Charles Sawyer           | Charles Sawyer (1887–1979)                      | 6 mei 1948        | 20 januari 1953   | D      |
| 4                    |         | Minister van Arbeid                                | Frances Perkins          | Frances Perkins (1880–1965)                     | 4 maart 1933      | 30 juni 1945      | D      |
| 5                    |         | Minister van Arbeid                                | Lewis Schwellenbach      | Lewis Schwellenbach (1894–1948)                 | 30 juni 1945      | 10 juni 1948      | D      |
| Vacant               |         | Minister van Arbeid                                |                          |                                                 |                   |                   |        |
| 6                    |         | Minister van Arbeid                                | Maurice Tobin            | Maurice Tobin (1901–1953)                       | 13 augustus 1948  | 20 januari 1953   | D      |
| 54                   |         | Minister van Posterijen                            | Frank Walker             | Frank Walker (1886–1959)                        | 10 september 1940 | 8 mei 1945        | D      |
| Vacant               |         | Minister van Posterijen                            |                          |                                                 |                   |                   |        |
| 55                   |         | Minister van Posterijen                            | Robert Hannegan          | Robert Hannegan (1903–1949)                     | 30 juni 1945      | 15 december 1947  | D      |
| 56                   |         | Minister van Posterijen                            | Jesse Donaldson          | Jesse Donaldson (1885–1970)                     | 15 december 1947  | 20 januari 1953   | D      |
| Executive Office     |         |                                                    |                          |                                                 |                   |                   |        |
| Nr.                  | Functie | Functie                                            | Ambtsbekleder            | Ambtsbekleder                                   | Ambtstermijn      | Ambtstermijn      | Partij |
| 1                    |         | Stafchef van het Witte Huis                        | John Steelman            | John Steelman (1900–1999)                       | 12 december 1946  | 20 januari 1953   | D      |
| 6                    |         | Directeur van het Bureau voor Management en Budget | Harold Smith             | Harold Smith (1898–1947)                        | 15 april 1939     | 19 juni 1946      | D      |
| 7                    |         | Directeur van het Bureau voor Management en Budget | James Webb               | James Webb (1906–1992)                          | 19 juni 1946      | 1 februari 1949   | D      |
| 8                    |         | Directeur van het Bureau voor Management en Budget | Frank Pace               | Frank Pace (1912–1988)                          | 1 februari 1949   | 13 april 1950     | D      |
| 9                    |         | Directeur van het Bureau voor Management en Budget | Frederick Lawton         | Frederick Lawton (1900–1975)                    | 13 april 1950     | 20 januari 1953   | D      |
| Buitenlands Beleid   |         |                                                    |                          |                                                 |                   |                   |        |
| Nr.                  | Functie | Functie                                            | Ambtsbekleder            | Ambtsbekleder                                   | Ambtstermijn      | Ambtstermijn      | Partij |
| 1                    |         | Ambassadeur bij de Verenigde Naties                | Edward Stettinius        | Edward Stettinius (1900–1949)                   | 17 januari 1946   | 3 juni 1946       | D      |
| [ 3 ]                |         | Ambassadeur bij de Verenigde Naties                | Herschel Johnson         | Herschel Johnson (1894–1966)                    | 3 juni 1946       | 17 januari 1947   | D      |
| 3                    |         | Ambassadeur bij de Verenigde Naties                | Warren Austin            | Warren Austin (1877–1962)                       | 14 januari 1947   | 22 januari 1953   | R      |
| Inlichtingendiensten |         |                                                    |                          |                                                 |                   |                   |        |
| Nr.                  | Functie | Functie                                            | Ambtsbekleder            | Ambtsbekleder                                   | Ambtstermijn      | Ambtstermijn      | Partij |
| 1                    |         | Directeur van de Central Intelligence Agency       | Sidney Souers            | Rear Admiral Sidney Souers (1892–1973)          | 20 januari 1946   | 10 juni 1946      | O      |
| 2                    |         | Directeur van de Central Intelligence Agency       | Hoyt Vandenberg          | Lieutenant General Hoyt Vandenberg (1899–1954)  | 10 juni 1946      | 1 mei 1947        | O      |
| 3                    |         | Directeur van de Central Intelligence Agency       | Roscoe Hillenkoetter     | Rear Admiral Roscoe Hillenkoetter (1897–1982)   | 1 mei 1947        | 7 oktober 1950    | O      |
| 4                    |         | Directeur van de Central Intelligence Agency       | Walter Bedell Smith      | General Walter Bedell Smith (1895–1961)         | 7 oktober 1950    | 9 februari 1953   | O      |
| 1                    |         | Directeur van de Federal Bureau of Investigation   | J. Edgar Hoover          | J. Edgar Hoover (1895–1972)                     | 1 maart 1935      | 2 mei 1972        | O      |
| Economisch Beleid    |         |                                                    |                          |                                                 |                   |                   |        |
| Nr.                  | Functie | Functie                                            | Ambtsbekleder            | Ambtsbekleder                                   | Ambtstermijn      | Ambtstermijn      | Partij |
| 7                    |         | Voorzitter van het Federal Reserve System          | Marriner Eccles          | Marriner Eccles (1890–1959)                     | 15 november 1934  | 1 februari 1948   | R      |
| Vacant               |         | Voorzitter van het Federal Reserve System          |                          |                                                 |                   |                   |        |
| 8                    |         | Voorzitter van het Federal Reserve System          | Thomas McCabe            | Thomas McCabe (1893–1982)                       | 15 april 1948     | 1 april 1951      | O      |
| 9                    |         | Voorzitter van het Federal Reserve System          | Bill Martin              | Bill Martin (1906–1998)                         | 1 april 1951      | 1 februari 1970   | D      |
| Krijgsmacht          |         |                                                    |                          |                                                 |                   |                   |        |
| Nr.                  | Functie | Functie                                            | Ambtsbekleder            | Ambtsbekleder                                   | Ambtstermijn      | Ambtstermijn      | Partij |
|                      |         | Chief of Staff to the Commander in Chief           | William Leahy            | Fleet Admiral William Leahy (1875–1959)         | 20 juli 1942      | 21 maart 1949     | O      |
| 1                    |         | Chairman of the Joint Chiefs of Staff              | Omar Bradley             | General of the Army Omar Bradley (1893–1981)    | 19 augustus 1949  | 15 augustus 1953  | O      |

Washington ·
J. Adams ·
Jefferson ·
Madison ·
Monroe ·
J.Q. Adams ·
Jackson ·
Van Buren ·
W.H. Harrison ·
Tyler ·
Polk ·
Taylor ·
Fillmore ·
Pierce ·
Buchanan ·
Lincoln ·
A. Johnson ·
Grant ·
Hayes ·
Garfield ·
Arthur ·
Cleveland I ·
B. Harrison ·
Cleveland II ·
McKinley ·
T. Roosevelt ·
Taft ·
Wilson ·
Harding ·
Coolidge ·
Hoover ·
F.D. Roosevelt ·
Truman ·
Eisenhower ·
Kennedy ·
L.B. Johnson ·
Nixon ·
Ford ·
Carter ·
Reagan ·
G.H.W. Bush ·
Clinton ·
G.W. Bush ·
Obama ·
Trump I ·
Biden ·
Trump II